# Haisterbach
Haisterbach – dzielnica miasta Erbach w Niemczech, w kraju związkowym Hesja, w rejencji Darmstadt, w powiecie Odenwald.
Dzielnica leży ok. 3,5 km  na południowy wschód od centrum miasta. Pierwsza wzmianka o miejscowości pojawiła się już w 1353. W 1939 roku Haisterbach liczył 232 mieszkańców, w 2009 liczba mieszkańców wynosiła 423.
Nazwa miejscowości była wielokrotnie zmieniana:
- Heysterbuch, (1353)
- Heisterbuch, (1414)
- Hesterbuch, (1434)
- Heysterbuch, (1443)
- Heisterbach, (1484)